# The Ruin

The Ruin ou Ruin (« La Ruine ») est un poème en vieil anglais. C'est une œuvre anonyme, comme la majeure partie de la poésie anglo-saxonne. Il est long de 49 vers environ, mais son unique copie connue, qui figure dans Livre d'Exeter, est très parcellaire, le codex ayant été endommagé par le feu.
Le poème est une description élégiaque de bâtiments en ruine, qui rappelle leur gloire à l'époque où ils tenaient encore debout et déplore leur situation actuelle. La scène de fastes que le narrateur imagine lorsqu'il contemple les lieux à l'abandon est tout à fait typique de la culture anglo-saxonne et comparable avec des scènes tirées d'autres élégies vieil-anglaises comme The Wanderer ou The Seafarer, tous deux également conservés dans le Livre d'Exeter.
De nombreux chercheurs ont tenté d'identifier la ville décrite par le poème. Le fait que les bâtiments soient en pierre suggère qu'il est question de constructions datant de la période romaine, et la mention de thermes aux vers 38-46 rappelle nécessairement Aquae Sulis, l'actuelle ville de Bath. Néanmoins, le poète a très bien pu s'inspirer d'une autre cité, ou même de plusieurs. L'identification avec la Babylone de l'Apocalypse biblique ne semble pas appropriée dans la mesure où le poème se contente de déplorer l'état de la cité en ruines, sans avancer de cause morale à sa chute.